# Kup Maršala Tita 1953
La Kup Maršala Tita 1953 fu la 7ª edizione della Coppa di Jugoslavia. Più di mille squadre parteciparono alle qualificazioni gestite dalle federazioni repubblicane (primavera ed estate 1953); per la fase finale, gestita dalla FSJ, le squadre ammesse furono 16 e si disputò dal 23 agosto al 29 novembre 1953.
Il detentore era il Partizan, che in questa edizione uscì ai quarti di finale.
Il trofeo fu vinto dal BSK Belgrado, che sconfisse in finale il Hajduk Spalato. Per i belgradesi fu il primo (secondo in totale, contando anche la Kup Sedmorice 1934) titolo in questa competizione.
La Dinamo Zagabria, vincitrice del campionato, uscì in semifinale.

## Qualificazioni
```
Queste alcune delle partite della coppa di 
Voivodina
:
[
3
]

Proleter Zrenjanin - Crvena zvezda Orlovat 2-0
Proleter Zrenjanin - Spartak Debeljača    13-0
```

### Trentaduesimi di finale
| Squadra 1               | Risultato | Squadra 2              |                                                                         |
| ----------------------- | --------- | ---------------------- | ----------------------------------------------------------------------- |
| (4) Orijent             | 2 – 1     | Kvarner (3)            | Neka bude Orijent ; 1919.-2019.                                         |
| (x) Karlovac            | 2 – 3     | Hajduk Spalato (1)     | hajduk.hr                                                               |
| (x) Mladost Svetozarevo | 0 – 11    | Partizan (1)           | partizanopedia.rs                                                       |
| (x) Železničar Niš      | 0 – 7     | Stella Rossa (1)       | redstarbelgrade.rs Archiviato il 26 settembre 2021 in Internet Archive. |
| (x) Borac Žabalj        | 0 – 5     | Proleter Zrenjanin (3) | fsgzrenjanin.com                                                        |

### Sedicesimi di finale
| Squadra 1             | Risultato | Squadra 2              |                                                                         |
| --------------------- | --------- | ---------------------- | ----------------------------------------------------------------------- |
| (4) Orijent           | 0 – 5     | Hajduk Spalato (1)     | hajduk.hr                                                               |
| (3) Borac Čačak       | 3 – 4     | Partizan (1)           | partizanopedia.rs                                                       |
| (x) Zadrugar Srbobran | 1 – 5     | Stella Rossa (1)       | redstarbelgrade.rs Archiviato il 26 settembre 2021 in Internet Archive. |
| (1) Spartak Subotica  | 8 – 1     | Proleter Zrenjanin (3) | fsgzrenjanin.com                                                        |

## Squadre qualificate

### Calendario
| Turno            | Gare       | Date             | Numero gare | Riduzione squadre |
| ---------------- | ---------- | ---------------- | ----------- | ----------------- |
| Ottavi di finale | Gara unica | 23 agosto 1953   | 8           | 16 → 8            |
| Quarti di finale | Gara unica | 4 ottobre 1953   | 4           | 8 → 4             |
| Semifinali       | Gara unica | 1º novembre 1953 | 2           | 4 → 2             |
| Finale           | Gara unica | 29 novembre 1953 | 1           | 2 → 1             |

## Ottavi di finale
| Squadra 1            | Risultato   | Squadra 2             |
| -------------------- | ----------- | --------------------- |
| 23 agosto 1953       |             |                       |
| (1) BSK Belgrado     | 5 – 1       | Sutjeska (3)          |
| (1) Hajduk Spalato   | 2 – 0       | Vardar II (x)         |
| (3) Metalac Zagabria | 2 – 4       | Dinamo Zagabria (1)   |
| (1) Odred            | 4 – 0       | BSK Belgrado II (x)   |
| (1) Partizan         | 2 – 0 (dts) | Sarajevo (1)          |
| (1) Proleter Osijek  | 0 – 1       | Vojvodina (1)         |
| (1) Stella Rossa     | 1 – 0       | Velež Mostar (2)      |
| (1) Spartak Subotica | 5 – 2       | Šumadija Belgrado (x) |

## Quarti di finale
| Squadra 1        | Risultato             | Squadra 2            |
| ---------------- | --------------------- | -------------------- |
| 4 ottobre 1953   |                       |                      |
| (1) BSK Belgrado | 3 – 2                 | Spartak Subotica (1) |
| (1) Partizan     | 5 – 5 (dts) (7-8 dtr) | Dinamo Zagabria (1)  |
| (1) Stella Rossa | 4 – 2                 | Odred (1)            |
| (1) Vojvodina    | 1 – 2                 | Hajduk Spalato (1)   |

## Semifinali
La sfida fra Dinamo e BSK passa alla storia come la partita giocata su tre giorni (utakmica koja se igrala tri dana). Il 1º novembre le due squadre si incontrano di fronte a 15000 spettatori e la gara finisce 1-1 dopo i tempi supplementari, quindi si va ai tiri di rigore: prima il BSK tira 5 rigori, poi la Dinamo calcia i suoi 5. Dato che entrambe le compagini segnano 4 reti a testa, l'arbitro Tikica Marković ne fa calciare un'altra serie da 5 (stavolta prima la Dinamo) ed entrambe ne segnano 3 ciascuna. Sono stati calciati 20 rigori, la situazione è ancora in stallo, ormai si è fatto buio e dalle tribune non si vede più nulla. Marković insiste nel continuare la serie dei rigori, il sorteggio fa calciare il primo alla Dinamo ma poi ci si ferma: dopo un consulto fra giocatori, arbitri e dirigenti, si decide di sospendere la gara.

Ambedue le squadre presentano ricorso e viene in evidenza che l'arbitro Marković ha sbagliato: dopo la prima serie di 5 rigori, le due compagini avrebbero dovuto calciarne alternativamente uno per uno. Due giorni dopo la commissione della FSJ conclude che i rigori sono parte integrante della gara e che l'arbitro ha sbagliato; quindi la gara deve essere conclusa calciando i rigori mancanti.

E così le due squadre si ritrovano il 13 novembre per continuare la serie dei rigori. La Dinamo segna il primo con Benko, ma Tasić pareggia. Nella nuova serie, il BSK è il primo a tirare: Kaloperović tira e sbaglia. L'arbitro ordina che il tiro venga ripetuto e Kaloperović colpisce il palo. Mantula tira e segna, l'arbitro Miljenko Podupski fischia la fine della partita: la Dinamo è in finale.

Subito dopo la gara, sia BSK che Dinamo presentano ricorso. I primi perché sono stati sconfitti, i secondi perché, da gentiluomini, avevano promesso che, anche in caso di vittoria, avrebbero chiesto di rigiocare la partita. La commissione della FSJ accoglie le richieste delle due squadre.

Il 21 novembre, sempre allo stadio Maksimir e di fronte a 20000 spettatori, Dinamo e BSK si sfidano per la terza volta. Va in vantaggio il BSK con un gol di Kaloperović al 22', la Dinamo pareggia con Željko Čajkovski al 54', ma solo un minuto dopo Tomislav Kaloperović raddoppia, e questo è il risultato finale che porta il BSK in finale.
| Squadra 1           | Risultato   | Squadra 2        |
| ------------------- | ----------- | ---------------- |
| 1º novembre 1953    |             |                  |
| (1) Hajduk Spalato  | 4 – 2 (dts) | Stella Rossa (1) |
| 21 novembre 1953    |             |                  |
| (1) Dinamo Zagabria | 1 – 2       | BSK Belgrado (1) |

## Finale
| Arbitro: | T. Ivanovski (Skopje) |

|                    |           |  |
| Antić 5’ Panić 17’ | Marcatori |  |

| B.S.K.:            |  |                      |  |
|                    |  |                      |  |
| P                  |  | Petar Radenković     |  |
|                    |  | Zdravko Juričko      |  |
|                    |  | Nikola Radović       |  |
|                    |  | Lazar Tasić          |  |
|                    |  | Vidić                |  |
|                    |  | Sreten Davidović     |  |
|                    |  | Aleksandar Panić     |  |
|                    |  | Sava Antić           |  |
|                    |  | Predrag Marković     |  |
|                    |  | Tomislav Kaloperović |  |
|                    |  | Zoran Prljinčević    |  |
| Allenatore:        |  |                      |  |
| Blagoje Marjanović |  |                      |  |

| HAJDUK:      |  |                   |  |
|              |  |                   |  |
| P            |  | Vladimir Beara    |  |
| D            |  | Svemir Delić      |  |
| D            |  | Davor Grčić       |  |
| D            |  | Božo Broketa      |  |
| D            |  | Lenko Grčić       |  |
| C            |  | Slavko Luštica    |  |
| C            |  | Krešimir Arapović |  |
| C            |  | Božidar Senčar    |  |
| A            |  | Bernard Vukas     |  |
| A            |  | Frane Matošić     |  |
| A            |  | Joško Vidošević   |  |
| Allenatore:  |  |                   |  |
| Jozo Matošić |  |                   |  |